# Ertixiite
La ertixiite è un minerale.